# Eugénie Strong
Eugénie Sellers Strong (Londra, 25 marzo 1860 – Roma, 16 settembre 1943) è stata un'archeologa inglese.

## Biografia
Eugénie nacque a Londra il 25 marzo 1860 da Fredrick William Sellers, un commerciante di vini, e da Anna Oates. La madre, francese, aveva origini aristocratiche (il nonno materno era il barone di Cluseau). Eugénie fu battezzata nella chiesa di San Rocco a Parigi ed ebbe una sorella, Charlotte, di otto anni più giovane. La famiglia visse principalmente a Londra; ma dopo la guerra del 1870 il padre con le figlie viaggiò molto in Europa (Spagna, Alsazia, Renania): Eugénie fu educata nel collegio gesuita del Sacro Cuore di Valladolid, in Spagna, e in una scuola convento, a Dourdan, in Francia. Nel 1879 si iscrisse al Girton College di Cambridge.
Dopo il college, ottenne una cattedra alla St Leonards School di St Andrews, in Scozia; l'anno successivo si trasferì a Londra, dove studiò sotto la guida di Charles Newton. L'Università di St Andrews le conferì una laurea honoris causa dopo la pubblicazione del suo primo libro. Fu la prima studentessa ammessa alla British School di Atene, dove studiò nell'anno 1890-91. La sua traduzione di un resoconto di Carl Schuchhardt, su una campagna di scavo a Troia, fu pubblicata in inglese nel 1891. Proseguì gli studi, in storia dell'arte, a Monaco, sotto la guida di Adolf Furtwängler e Ludwig Traube.
Nel 1897 sposò lo storico dell'arte Sandford Arthur Strong, il quale fu bibliotecario e curatore della biblioteca dei duchi di Devonshire, a Chatsworth House, dal 1895. Dopo la morte del marito nel 1904, Eugénie ne prese il posto a Chatsworth, fino al 1908, quando morì Spencer Cavendish, VIII duca di Devonshire. Eugénie promosse, nel 1905, un'esposizione d'arte greca, della quale pubblicò il catalogo, al Burlington Fine Arts Club di Londra, e scrisse diversi libri sull'arte classica e sulla scultura.
Nel 1907 giunse alla sua opera più importante, alla sua storia dell'arte romana, nel libro Roman sculpture (Scultura romana da Augusto a Costantino, 1923). Firmò, inoltre, due capitoli della Cambridge Ancient History: L'arte della repubblica romana e L'arte dell'età augustea. Nel 1910 fu ricercatrice presso il Girton College e, dal 1909 al 1925, sottodirettrice della British School di Roma, dove visse fino alla morte, in un appartamento in via Balbo, vicino alla Basilica di Santa Maria Maggiore. Morì in una casa di cura, lasciando un manoscritto inedito sulla storia del Palazzo Apostolico. Fu sepolta nel cimitero del Verano.

## Riconoscimenti
Nel 1906 fu nominata membro corrispondente dell'Istituto archeologico germanico (Kaiserlich-Deutsches Archäologisches Institut). In Inghilterra, nel 1927, fu insignita del titolo di Commendatore dell'Ordine dell'Impero Britannico; nel 1938 la British Academy le conferì la medaglia «Serena» per il suo impegno nel campo dell'archeologia italiana.
In Italia, fu nominata membro dell'Accademia Nazionale dei Lincei, della Pontificia accademia romana di archeologia e dell'Accademia dell'Arcadia. Sostenitrice della politica archeologica di Benito Mussolini, nel 1938 ottenne la medaglia d'oro della città di Roma.

## Opere
(elenco parziale)
- La scultura romana da Augusto a Costantino, Firenze, Alinari, 1923.
- Storia generale dell'arte, Bergamo, Istituto Italiano d'Arti Grafiche, 1929.
- L'enigma dell'Ara Pacis : terra mater o Italia, Roma, Palombi, 1937.
- Sulle tracce della lupa romana : progetto di studio, Roma, Tipografia del Senato, 1937.
- Viaggio attraverso le strade della britannia romana, Roma, Ist. Di Studi Romani, 1938.
- La legislazione sociale di Augusto ed i fregi del recinto dell'Ara Pacis, Roma, Istituto di studi romani, 1939.